# Cimetière de la Villette
Le cimetière de la Villette est un petit cimetière parisien.

## Situation et accès
L'entrée du cimetière est située au no 46 rue d'Hautpoul dans le 19e arrondissement de Paris.

## Historique
D'une superficie de 1,13 ha, il a été ouvert en 1828 et accueille 2 500 sépultures. Initialement 4e cimetière de la commune de la Villette, il est devenu le cimetière réservé aux inhumations des habitants du 19e arrondissement de Paris, après l'annexion en 1860 de la commune de la Villette à Paris. Depuis 1880, il ne conserve que des concessions perpétuelles. Il est agrémenté d'une centaine d'arbres, principalement des érables, des tilleuls et des marronniers. 
Il est situé en contrebas de l'allée Darius-Milhaud qui suit le parcours de l'ancien embranchement ferroviaire de la ligne de Petite Ceinture menant aux gares de Paris-Bestiaux et Paris-Abattoirs. Il est visible de celle-ci par de larges ouvertures pratiquées dans le nouveau mur d'enceinte.

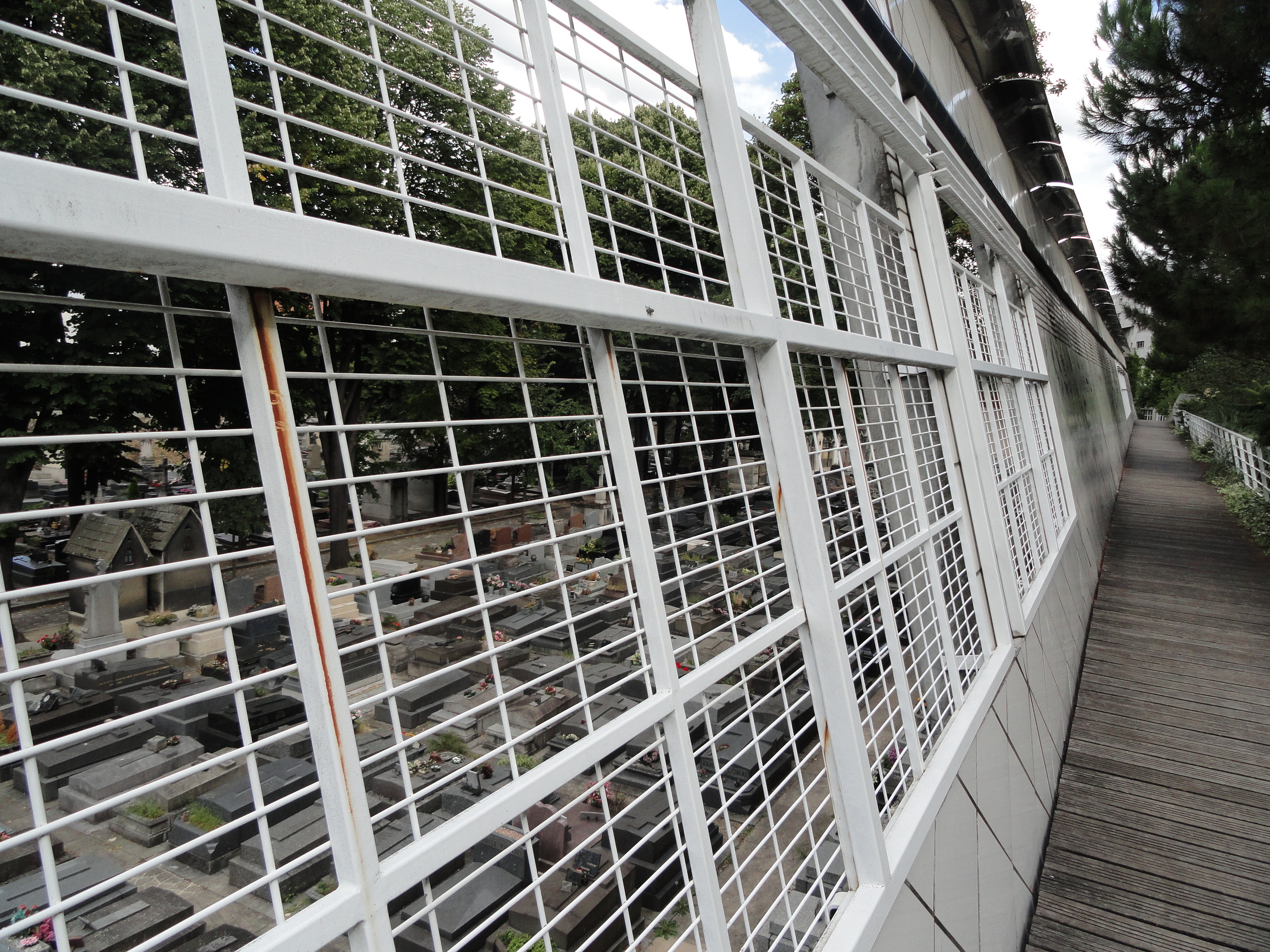
Le cimetière, vu de l'allée Darius-Milhaud
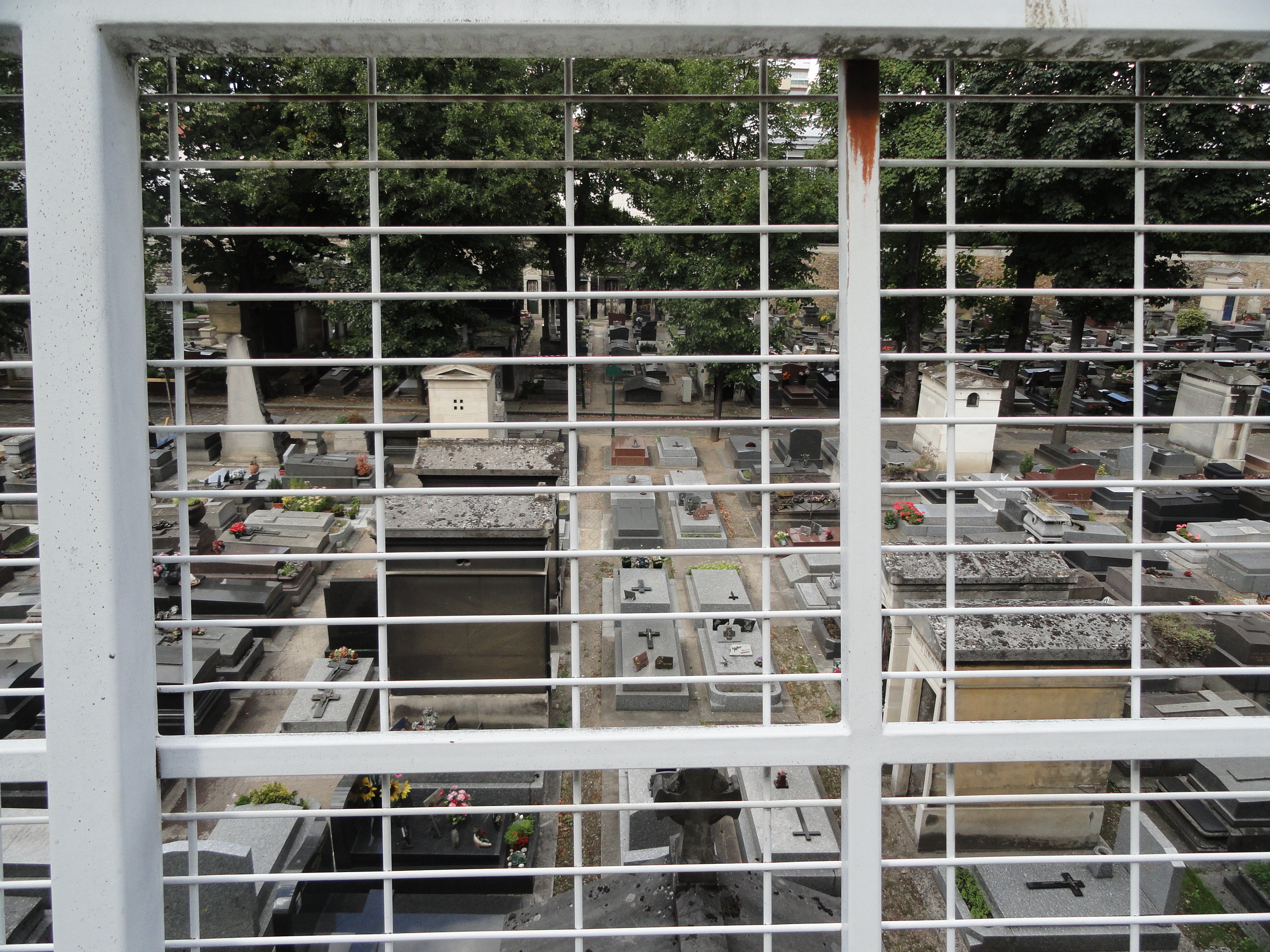
Le cimetière, vu de l'allée Darius-Milhaud

## Personnalités inhumées
Parmi les personnalités inhumées au cimetière de la Villette peuvent être citées :
| Nom                                        | Métier                                          | Photo |
| ------------------------------------------ | ----------------------------------------------- | ----- |
| Gabriel Albinet (1865-1930)                | peintre                                         |       |
| Étienne Arnaud (1879-1955)                 | réalisateur et scénariste                       |       |
| Marianne Debreux (1960-1973)               | victime de l’incendie du CES Edouard Pailleron  |       |
| Honoré Gaspard Delaroche (1804-1871)       | peintre français                                |       |
| Antonio Guansé (1926-2008)                 | peintre                                         |       |
| Auguste Heng (1891-1968)                   | sculpteur                                       |       |
| Maurice Juncker, (1879-1950)               | Avocat, créateur du Parti d'unité prolétarienne |       |
| Nathalie Rohner (1965-1973)                | victime de l’incendie du CES Edouard Pailleron  |       |
| Georges Staquet (1932-2011)                | acteur                                          |       |
| Tania Staquet née Aprahamiantz (1934-2010) | écrivain et peintre                             |       |